# David Travis
David Howard Travis (ur. 9 września 1945 w Twickenham) – brytyjski lekkoatleta, specjalizujący się w rzucie oszczepem.
Złoty medalista uniwersjady w Tokio (1967). Uzyskał tam wynik 76,64. Mistrz igrzysk Brytyjskiej Wspólnoty Narodów w roku 1970 (wynik: 79,50) oraz wicemistrz igrzysk Brytyjskiej Wspólnoty Narodów w 1974 z rezultatem 79,92. Rekord życiowy: 83,44 (2 sierpnia 1970, Zurych).